# Planaltos Setentrionais

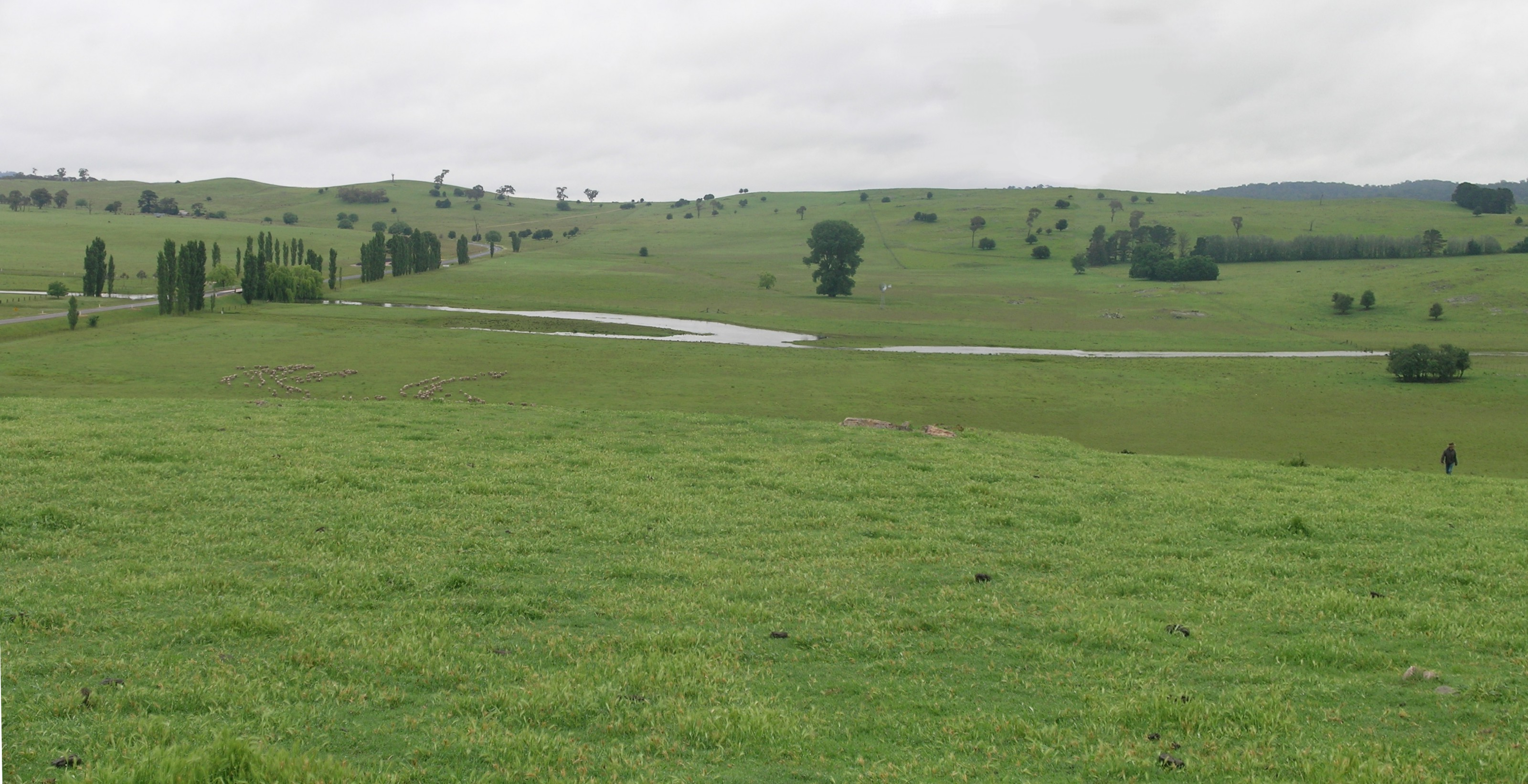
Ribeiro Bergen-op-Zoom, perto de Walcha

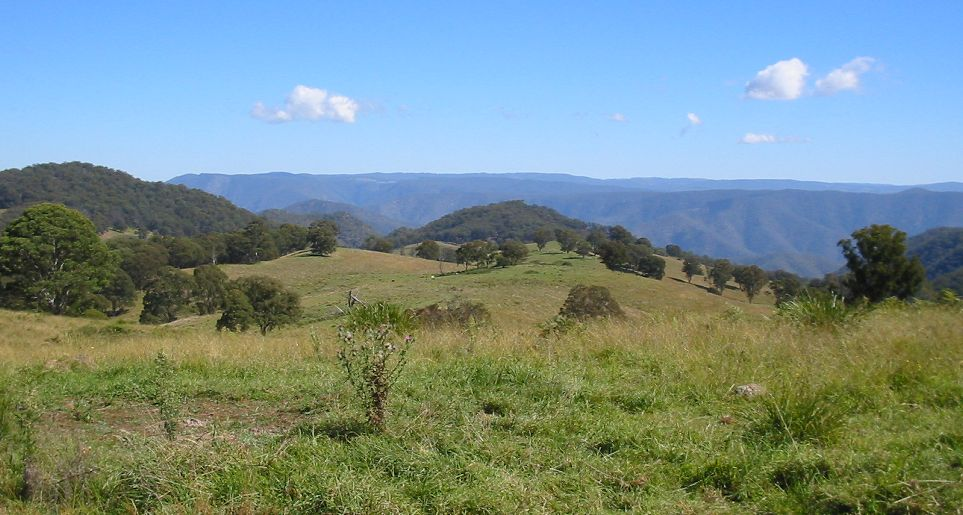
Zona do Barranco Verde (Green Gully), Yarrowitch, Nova Gales do Sul

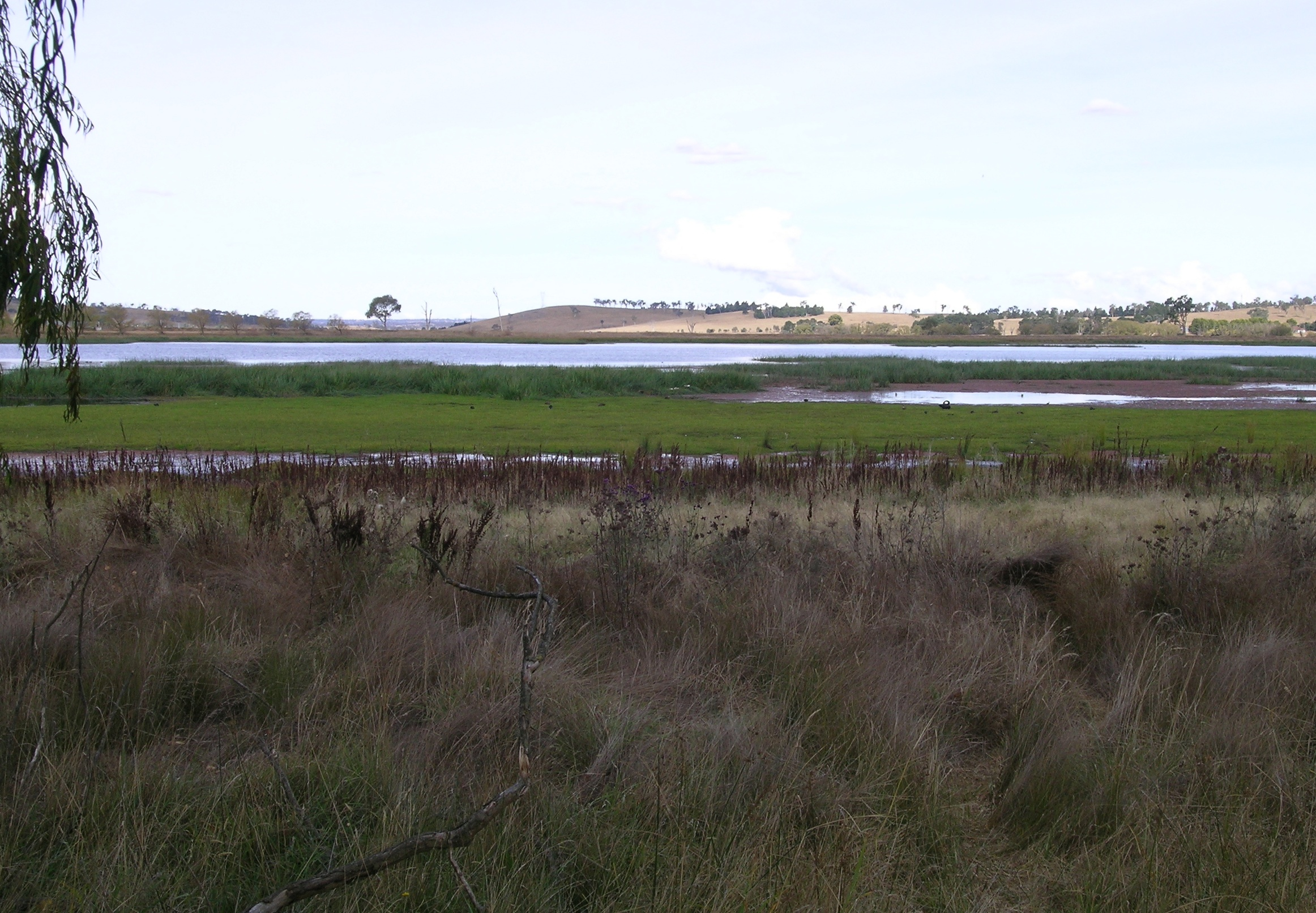
Lagoa Dangar, Uralla, Nova Gales do Sul

As Mesetas do Norte ou Planaltos Setentrionais (em inglês:  Northern Tablelands) são um planalto e uma região da Grande Cordilheira Divisória no norte da Nova Gales do Sul, na Austrália. Trata-se de uma estreita área de terras altas na região da Nova Inglaterra, estendendo-se desde Moonbi Range no sul até à fronteira com Queensland no norte.

## Geografia
A meseta é a maior zona de terras altas na Austrália. Há pontos altos dispersos com mais de 1000 m de altitude e o lugar mais alto (Round Mountain) tem 1584 m. A estação ferroviária de Ben Lomond, hoje desactivada, foi a estação de caminhos-de-ferro mais alta da Austrália. Esta altitude reflecte-se em Verões frescos (raramente mais de 32 °C) e em Invernos frios com nevões ocasionais e muita geada de manhã. As temperaturas mínimas de Inverno podem descer até aos -10 °C nas proximidades de Armidale, Woolbrook e Walcha durante as manhãs com geada, mas estas habitualmente dão origem a dias soalheiros.
A escarpada zona leste da meseta tem espectaculares gargantas, bosques pluviosos e cascatas, estando protegida por vários Parques Nacionais, estando dois deles classificados como Património da Humanidade no sítio com o nome Reservas florestais ombrófilas do centro-este australiano: o Parque Nacional Werrikimbe e o Parque Nacional dos Rios Selvagens de Oxley. Estes são os maiores parques nacionais da Nova Gales do Sul, e são acessíveis a partir da auto-estrada Oxley a leste de Walcha. O Parque Nacional dos Rios Selvagens de Oxley também é acessível através da auto-estrada Waterfall Way a leste de Armidale e a sul de Hillgrove. O acesso ao Parque Nacional da Nova Inglaterra também se faz a partir de Waterfall Way.

## História
Walcha foi a primeira parte a ser descoberta em 1818 pelo explorador John Oxley, e aí colonos se estabeleceram nas mesetas com os seus grandes rebanhos de ovelhas. Em 1832 Hamilton Collins Semphill, um colono de Belltrees junto do rio Hunter, fundou uma localidade no vale de Apsley e deu-lhe o nome de Wolka (Walcha) a partir da língua aborígene local. Chegaram mais colonos, na procura de novas terras que não sofressem influências da Companhia Agrícola Australiana, que tinha controlo sobre os recursos no vale do Hunter, e estabeleceram-se no actual distrito de Armidale. Armidale, promovida a vila em 1849, é a única povoação média nas mesetas e é o centro administrativo da região das Mesetas do Norte.
A região das Mesetas do Norte tem a Universidade da Nova Inglaterra em Armidale. Esta universidade pública, com cerca de 18 000 estudantes, foi fundada em 1938 e é uma das maiores fontes na Austrália de prémios científicos a estudantes de campus externos.
Captain Thunderbolt, o famoso bushranger chamado Frederick Wordsworth Ward (1836-1870) que fugira da ilha Cockatoo, foi para as Mesetas do Norte, onde roubou casas, transportes de correio e hotéis em toda a região. Em 1866 o Gabinete do Secretário Colonial ofereceu uma recompensa de 100 libras pela sua captura, que foi elevada para £200 em 1867 e para £400 em Dezembro de 1869. Muitas histórias existem sobre ele e seus companheiros na área entre Newcastle e a fronteira com Queensland. Thunderbolt foi morto a tiro pelo Constable Walker em Maio de 1870 em Kentucky Creek após uma longa perseguição a cavalo. O seu túmulo está em Uralla, na Nova Gales do Sul.

## Agricultura

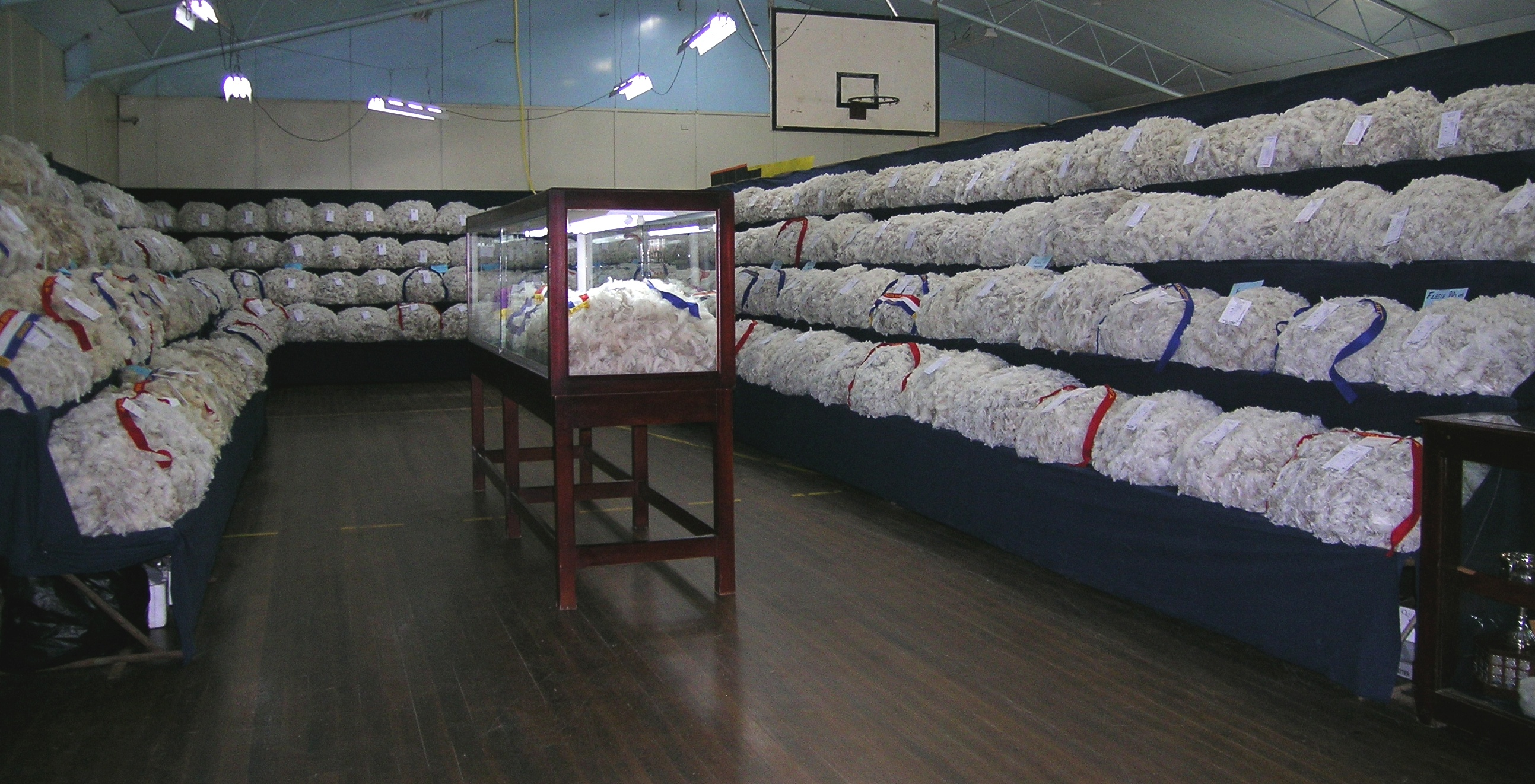
Exposição de lã em Walcha.

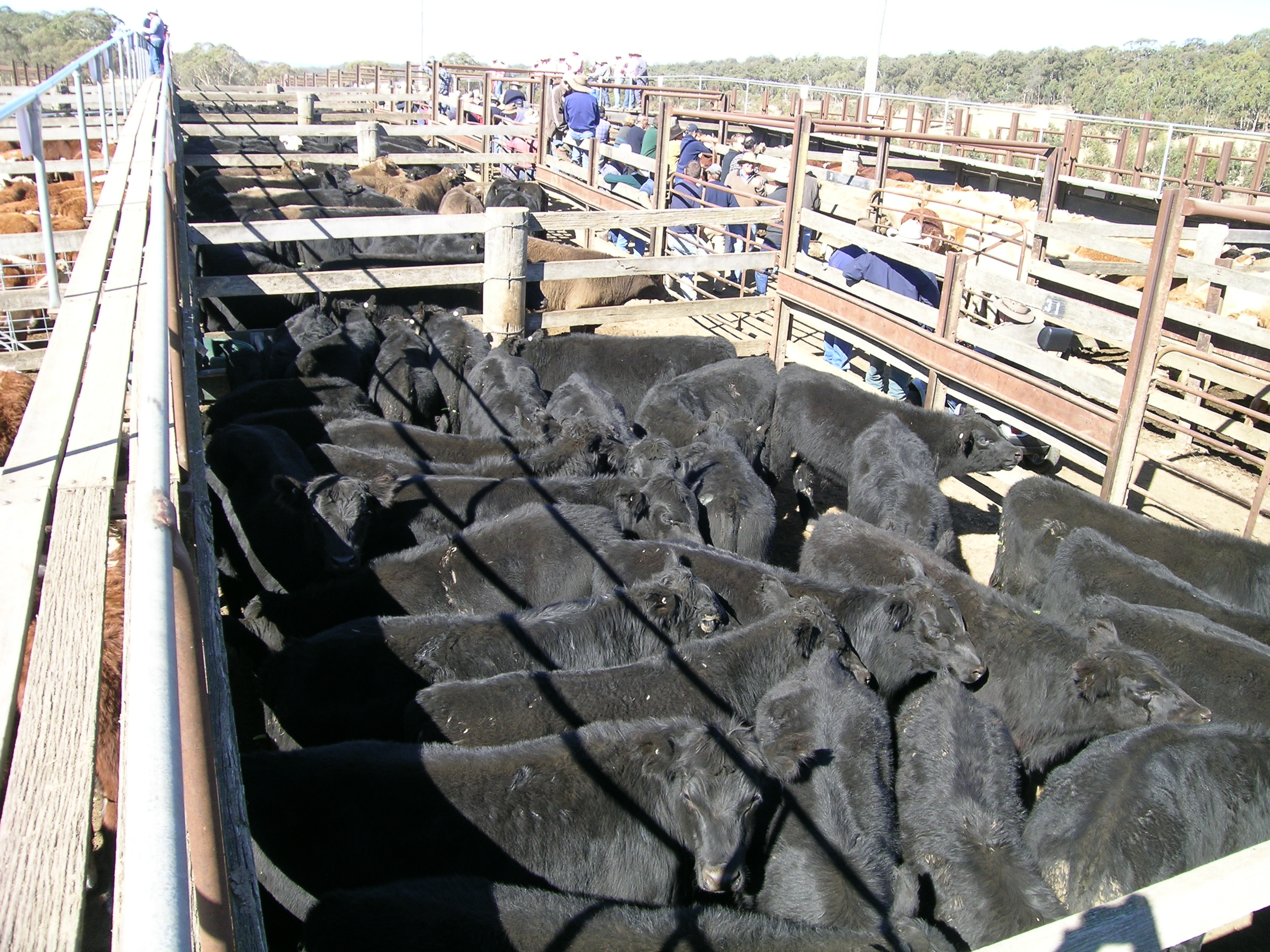
Venda de gado nas Mesetas do Norte

As Mesetas cobrem uma área de aproximadamente 3,12 milhões de hectares incluindo 2,11 milhões de hectares ocupados por cerca de 2300 estabelecimentos agrícolas que produzem bens avaliados em mais de 220 milhões de dólares australianos.
A área em redor de Armidale, Uralla e Walcha destaca-se pela sua produção de lã de excelente qualidade. Muitas empresas de criadores bovinos e de outro gado comercial estão situados na área das mesetas. Há minas de ouro e de antimónio exploradas em Hillgrove. Guyra produz cordeiros de primeira qualidade, batatas, flores do género Primula e tomates de estufa, maçãs, pêras e outras frutas.

## Flora e fauna
Bolivia Hill e a reserva natural adjacente são os únicos lugares onde se encontra a ameaçada Boronia boliviensis) e o arbusto Pimelea venosa. Algumas raras árvores de Eucalyptus michaeliana (eucalipto de Hillgrove) podem ser vistas nas estradas que cruzam o Parque Nacional dos Rios Selvagens de Oxley. Estas árvores têm um distinto tronco verde-jaspe, com uma casca amarelada.